# 中里町 (横浜市)
中里町（なかざとちょう）は、神奈川県横浜市南区の地名。「丁目」の設定のない単独町名である。住居表示未実施区域。

## 地理
南区の東部に位置し、東が弘明寺町、中里三丁目と接している。周辺地域の住居表示実施により京急本線東側のわずかな地域が中里町字東内手として残っている。

## 歴史

### 沿革
- かつて横浜市編入前のこの場所は、久良岐郡大岡川村大字中里であった。
- 1927年（昭和2年）4月1日 - 横浜市に編入。横浜市中里町となる[6]。
- 1927年（昭和2年）10月1日 - 横浜市に区制施行。中区が新設され、横浜市中区中里町となる[7]。
- 1937年（昭和12年）4月1日 - 上大岡町の一部を中里町に編入。中里町の一部を別所町へ編入[8]。
- 1943年（昭和18年）12月1日 - 南区の新設により、横浜市南区中里町となる[9]。
- 1967年（昭和42年）1月15日 - 六ツ川の住居表示実施に伴い六ツ川町の一部を中里町に編入。中里町の一部を六ツ川二丁目へ編入[10]。
- 1969年（昭和44年）10月1日 - 行政区再編成により、南区を再配置。横浜市南区中里町となる[11]。
- 1975年（昭和50年）7月28日 - 住居表示の実施に伴い、中里町の一部を中里一丁目、中里二丁目、中里三丁目、中里四丁目、別所二丁目、別所中里台、弘明寺町、六ツ川一丁目へ編入[12]。

## 世帯数と人口
2025年（令和7年）6月30日現在（横浜市発表）の世帯数と人口は以下の通りである。
| 町丁   | 世帯数 | 人口 |
| ------ | ------ | ---- |
| 中里町 | 7世帯  | 19人 |

### 人口の変遷
国勢調査による人口の推移。
| 年                 | 人口 |
| ------------------ | ---- |
| 2005年（平成17年） | 28   |
| 2010年（平成22年） | 26   |
| 2015年（平成27年） | 24   |
| 2020年（令和2年）  | 21   |

### 世帯数の変遷
国勢調査による世帯数の推移。
| 年                 | 世帯数 |
| ------------------ | ------ |
| 2005年（平成17年） | 8      |
| 2010年（平成22年） | 8      |
| 2015年（平成27年） | 8      |
| 2020年（令和2年）  | 7      |

## 学区
市立小・中学校に通う場合、学区は以下の通りとなる（2024年11月時点）。
| 番・番地等 | 小学校           | 中学校               |
| ---------- | ---------------- | -------------------- |
| 全域       | 横浜市立南小学校 | 横浜市立南が丘中学校 |

## 事業所
2021年（令和3年）現在の経済センサス調査による事業所数と従業員数は以下の通りである。
| 町丁   | 事業所数 | 従業員数 |
| ------ | -------- | -------- |
| 中里町 | 1事業所  | 10人     |

### 事業者数の変遷
経済センサスによる事業所数の推移。
| 年                 | 事業者数 |
| ------------------ | -------- |
| 2016年（平成28年） | 1        |
| 2021年（令和3年）  | 1        |

### 従業員数の変遷
経済センサスによる従業員数の推移。
| 年                 | 従業員数 |
| ------------------ | -------- |
| 2016年（平成28年） | 12       |
| 2021年（令和3年）  | 10       |

## その他

### 日本郵便
- 郵便番号 : 232-0062[3]（集配局：横浜南郵便局[20]）

### 警察
町内の警察の管轄区域は以下の通りである。
| 番・番地等 | 警察署   | 交番・駐在所 |
| ---------- | -------- | ------------ |
| 全域       | 南警察署 | 通町交番     |